# Roche Bobois
Roche Bobois es una empresa francesa, fundada en 1960, que comercializa colecciones de muebles, sofás y accesorios de alta gama.

## Historia
En 1950, Philippe y François Roche, son propietarios de una tienda en París1. Jean-Claude y Patrick Chouchan tienen por su parte la tienda Au Beau Bois1  en la misma ciudad. En 1960, se conocen en la feria de Copenhague. La idea es parar la fabricación de muebles e importar mobiliario escandinavo a París. Los Roche y Chouchan deciden añadir a sus tiendas de muebles boutiques "regalos" para vender accesorios escandinavos. Llaman a estas tienda se llamaran "Complementos de objetos". Se venden textiles, vajillas, tapicerías, hasta dedicar una planta a proyectos de renovación y decoración, naciendo así la marca Roche Bobois.
1961 se realiza la primera campaña publicitaria, a nivel nacional, en la revista Elle. Se siguen haciendo dos campañas al año durante casi 50 años.
La realización del primer catálogo común y creación de su red nacional en forma de franquicia, sin medios de producción propia, lo que es un modelo inédito para la época.
1965 Apertura de la primera tienda en el extranjero, en Bélgica.
En 1970, Philippe Roche y su equipo conocen a Hans Hopfer durante un viaje a Alemania. Su sofá para "vivir a ras de suelo", lanzado bajo el nombre de "Lounge" es desde 1990 el número 1 de venta mundial de Roche Bobois con el nombre de "Mah Jong".
1973 Apertura de la primera tienda en Canadá.
1974 Apertura de la primera tienda Roche Bobois en España.
1974 Apertura de la primera tienda Roche Bobois en los Estados Unidos y en España.
Años 80,  ampliación de la oferta con la colección Los Provinciales para los nuevos propietarios de casas de campo.
1990, creación de la colección Los Viajes para responder a la tendencia de mobiliario étnico.
1995 Apertura de la primera tienda en Italia.
1999 Lanzamiento de su primera web.
Principios del siglo XXI: 2 acontecimientos importantes para Roche Bobois
- Desarrollo internacional con la implantación de tiendas por el mundo
- Desarrollo de asociaciones con los diseñadores, arquitectos y creadores que imaginan y crean muebles y objetos para la marca.

2004 Apertura de la primera tienda en China. Apertura de la tienda número 100 en el extranjero.
Desde 2009, organización de un concurso de diseño itinerante en el extranjero, llevado a cabo por primera vez en China, Marruecos y en 2012 en Reino Unido. El objetivo es conocer el talento local en torno a un tema. De esta iniciativa es, por ejemplo, el proyecto de la silla AVA de inyección: concebida por un diseñador chino, fabricada por un productor italiano.
Diciembre de 2011, el señor Philippe Roche, cofundador del grupo de mobiliario Roche Bobois, fallece a la edad de 77 años.
Desde 2011, Roche Bobois presenta una nueva colección exclusiva cada 6 meses. La marca está presente en 45 países a través de 250 tiendas de las cuales 80 son filiales.
El año 2012 se caracterizó por un aumento significativo a nivel internacional (+11% en la cifra de ventas). Por primera vez, Roche Bobois genera más de la mitad de sus ingresos a nivel internacional. Este crecimiento es notable en América del Norte, donde la cifra supera los 70 millones de dólares. Este mercado histórico, donde la marca está presente desde 1974, se convierte en la segunda red de Roche Bobois después de Francia con 80 millones de dólares de venta el año pasado con sus seis tiendas canadienses. 
. La tienda de Nueva York-Madison es ahora la primera de la marca.
2013, Roche Bobois ha reforzado su presencia internacional con la apertura programada de 15 nuevas tiendas previstas en más de 10 países, entre ellos Singapour, Colombia, Indonesia o Bulgaria.
El mismo año, Roche Bobois hace por primera vez publicidad en televisión con su spot institucional bautizado “jubilation”.
Se abren tiendas en Londres, Stuttgart, Tenerife y Moscú. En 2014, Roche Bobois, que cambió de accionariado minoritario en 2013, cuenta con más de 250 tiendas en 46 países y tiene programadas una decena de aperturas en el próximo ejercicio (estados Unidos, Alemania, India, Perú, Rumania, Corea del Sru).
En 2015, Roche Bobois confirma su vínculo con el mundo artístico y cultural, siendo mecenas del Pabellón de Francia de la Exposición Universal de Milán.
El año siguiente, en 2016, Roche Bobois realiza su primera colección inédita con el arquitecto Jean Nouvel. Este año, la marca hace un fuerte desarrollo con 10 nuevas aperturas de las cuales 8 en el extranjero, como en Guatemala o la India.
En 2017, la marca se implanta en Japón y Tokio, contando con una red de más de 250 tiendas en 55 países.
Este año, Roche Bobois celebra el décimo aniversario de la biblioteca Legend, diseñada por Christophe Delcourt, primera colección eco-diseñada de la marca francesa.

## Diseñadores
Roche Bobois desarrolla sus colecciones en colaboración con numerosos diseñadores, arquitectos y creadores. De estas asociaciones nacen muebles creados para ser bellos y funcionales.
En los años 80, se suceden grandes nombres de diseñadores: Hans Hopfer, el arquitecto italiano Luigi Gorgoni.
En la década de 2000 colaboraciones con los siguientes diseñadores:
- Colección Metropolis para los 40 años de Roche Bobois de Iosa Ghini
- Colección Ping Pong de Paola Navone
- Sofá Comète de Vladimir Kagan
- Colección Rive Droite de Christophe Delcourt, que firmará más tarde la biblioteca Legend
- Colección Speed Up de Sacha Lakic
- Mesa de centro Cute Cut[5] de Cédric Ragot
- Colección Furtif de Daniel Rode
- Colección Assemblage de Stéphan Lebrun
- Colección de mobiliario de Ora-ïto

Algunas de estas creaciones se presentaron durante la exposición Mobi Boom en el Musée des Arts Décoratifs de la ciudad de París.
Los diseñadores de moda han decidido aportar también su propio universo personal a Roche Bobois: Kenzo, Missoni, Ungaro, Jean-Paul Gaultier (que firma una colección de muebles en 2010) y Sonia Rykiel y Christian Lacroix.
- Sofá Kansaï por Kenzo: sofá de Philippe Bouix, revestido de tela Meji por Kenzo
- Sofá Rythme por Missoni: trozos de asiento con diversos colores que se unen para formar un sofá personalizado según los gustos[7]
- Sofá Avant-Propos de Sacha Lakic por Ungaro
- Colección Jean Paul Gaultier para celebrar el 50 aniversario de Roche Bobois[8]